# Jan Ansgary Czapski
Jan Ansgary Czapski herbu Leliwa (ur. w 1699, zm. 7 października 1742 w Warszawie) – podskarbi wielki koronny w 1738 roku, wojewoda chełmiński w latach 1732–1738, łowczy koronny w 1732 roku, marszałek Trybunału Głównego Koronnego w 1734 roku, starosta bratiański w latach 1723–1742, starosta kłecki w 1722 roku.
Urodził się w rodzinie Piotra Aleksandra, kasztelana chełmińskiego i Teresy z domu Kos. Uczył się w kolegium jezuickim w Toruniu lub Grudziądzu, w 1713 roku kształcił się w gimnazjum w Braniewie. Przed 1722 rokiem ożenił się z Teresą z Zamoyskich, co skoligaciło go z czołowymi rodami polskiej magnaterii i przyniosło w posagu kilka starostw (m.in. bratiańskie i łąkorskie). Działalność polityczną rozpoczął w 1720 roku, kiedy wybrano go komisarzem z województwa chełmińskiego do Trybunału Skarbowego w Radomiu. Poseł ziemi ciechanowskiej na sejm 1730 roku. Był członkiem konfederacji generalnej zawiązanej 27 kwietnia 1733 roku na sejmie konwokacyjnym. Jako deputat z Senatu podpisał  pacta conventa Augusta III Sasa w 1733 roku. Został kawalerem Orderu Orła Białego. Jako legat królewski 19 września 1734 odebrał hołd od Torunia. W 1735 roku podpisał uchwałę Rady Generalnej konfederacji warszawskiej. W latach 1735–1736 pełnił funkcję marszałka Trybunału Głównego Koronnego. W 1738 został podskarbim wielkim koronnym. Rozpoczął działania mające na celu zwiększenie liczby wojska Rzeczypospolitej. Wniósł projekt cła generalnego w wysokości 3% od krajowców i 6% od obcych. Był głównym doradcą Augusta III Sasa w sprawach Prus Królewskich. Był zwolennikiem ograniczenia uprzywilejowanej pozycji Żydów. Był jednym z największych magnatów w Prusach Królewskich (około 40 osad w województwie chełmińskim). 
W 1742 roku był komisarzem z Senatu Trybunału Skarbowego Koronnego.
Zbudował pałace w Warszawie i Gzinie oraz rozbudował pałac w Nowej Wsi Szlacheckiej. Zmarł w Warszawie, pochowano go w Łąkach Bratiańskich, zaś serce w kościele reformatów w stolicy. Zostawił majątek rzędu 1 miliona złotych. Z małżeństwa z Teresą z Zamoyskich miał trzy córki: Marię (późniejszą żonę Tomasza Czapskiego), Annę i Brygidę.